# Hypoxylon julianii
Hypoxylon julianii är en svampart som beskrevs av L.E. Petrini 1986. Hypoxylon julianii ingår i släktet Hypoxylon och familjen kolkärnsvampar.  Artens status i Sverige är: Ej påträffad. Inga underarter finns listade i Catalogue of Life.